# Anselm Romer
Anselm Romer OSB (* 7. Dezember 1885 in Ingerkingen; † 9. November 1951 im Gefangenenlager Oksadok, Provinz Chagang-do, Nordkorea) war ein deutscher römisch-katholischer Geistlicher, Mönch, Missionar und Märtyrer. 

## Leben
Josef Romer stammte aus Schemmerhofen, nördlich Biberach. Nach 7 Jahren Volksschule und einem Jahr Privatunterricht besuchte er das Privatgymnasium der Abtei St. Ottilien und machte 1906 Abitur in Dillingen. Er trat in die Abtei St. Otilien ein, studierte in Dillingen und Rom und legte am 1. Januar 1911 unter dem Ordensnamen Anselm die Ewige Profess ab. Am 3. Mai 1911 wurde er in Augsburg zum Priester geweiht. Noch im selben Jahr ging er nach Korea in die Mission und wirkte ab 1921 als Rektor des Priesterseminars zuerst in Seoul, dann im Kloster Tokwon. Nach der Besetzung des Klosters Tokwon durch die koreanische kommunistische Geheimpolizei am 10. Mai 1949 kam er zusammen mit Bischof Bonifatius Sauer in das Gefängnis von Pjöngjang und von dort in das Gefangenenlager Oksadok, wo er im November 1951 an Hunger und Kälte starb.

## Gedenken
Die Römisch-katholische Kirche in Deutschland hat Pater Anselm Romer als Märtyrer in das deutsche Martyrologium des 20. Jahrhunderts aufgenommen.